# Joaquim Gonçalves de Azevedo
Joaquim Gonçalves de Azevedo (São Francisco Xavier de Turiaçu, 19 de fevereiro de 1814 — 6 de novembro de 1879) foi bispo católico brasileiro. Foi bispo de Goiás e arcebispo da Bahia, Primaz do Brasil. Também foi o 2º vice-presidente da província do Amazonas, assumindo a presidência interinamente de 28 de agosto a 8 de setembro de 1857.